# Вардейн, Здзислав
Здзислав Вардейн (пол. Zdzisław Wardejn; род. 21 апреля 1940) — польский актёр театра, кино, радио и телевидения, также актёр озвучивания и режиссёр телевизионного театра.

## Биография
Здзислав Вардейн родился в Варшаве. Актёрское образование получил в Государственной высшей театральной школе в Варшаве (теперь Театральная академия им. А. Зельверовича), которую окончил в 1961 году. Дебютировал в театре в 1961 году. Актёр театров в Зелёна-Гуре, Познани, Кракове и Варшаве. Выступает в спектаклях польского «театра телевидения» с 1964 года и в радиопередачах «театра Польского радио» с 1973 года.
Его жена — актриса Малгожата Притуляк.

## Избранная фильмография

### Актёр
- 1970 — Князь сезона / Książę sezonu
- 1970 — Пейзаж с героем / Pejzaż z bohaterem
- 1974 — Самый важный день жизни / Najważniejszy dzień życia (только в 5-й серии)
- 1976 — Только Беатриче / Tylko Beatrycze
- 1975 — Игроки / Hazardziści
- 1977 — Граница / Granica
- 1977 — Палас-отель / Palace Hotel
- 1977 — Кукла / Lalka
- 1978 — Вхождение в течение / Wejście w nurt
- 1978 — Кошки это сволочи / Koty to dranie
- 1979 — Ария для атлета / Aria dla atlety
- 1979 — Утренние звёзды / Gwiazdy poranne
- 1980 — Без любви / Bez miłości
- 1980 — Потому что я помешался для неё / Bo oszalałem dla niej
- 1980 — Королева Бона / Królowa Bona
- 1981 — Страхи / Dreszcze
- 1981 — Ва-банк / Vabank
- 1984 — Это только рок / To tylko rock
- 1984 — Таис / Thais
- 1984 — Писака / Pismak
- 1984 — Три стоп над землёй / Trzy stopy nad ziemią
- 1985 — Ох, Кароль / Och, Karol
- 1985 — Девушки из Новолипок / Dziewczęta z Nowolipek
- 1986 — Гон / Rykowisko
- 1986 — Предупреждения / Zmiennicy
- 1987 — Баллада о Янушике / Ballada o Januszku (только в 1-й серии)
- 1988 — Мастер и Маргарита / Mistrz i Małgorzata
- 1989 — Моджеевская / Modrzejewska (только в 3-й серии)
- 1995–1996 — Экстрадиция / Ekstradycja
- 1996 — Шаманка / Szamanka
- 2003 — Старинное предание / Stara baśń: Kiedy słońce było bogiem
- 2009 — Город у моря / Miasto z morza

### Озвучивание
- польские документальные фильмы с 1976 года
- польский дубляж: Лис и пёс, Лис и пёс 2, Мстители, Мышиный дом, Путешествие 2: Таинственный остров, Робин Гуд, Тачки 2, Хоббит: Нежданное путешествие

## Признание
- 1963, 1983, 2007 — Награда за роль — Калишские театральные встречи.
- 2010 — Серебряная медаль «За заслуги в культуре Gloria Artis».